# Русское завоевание Кабарды

## История

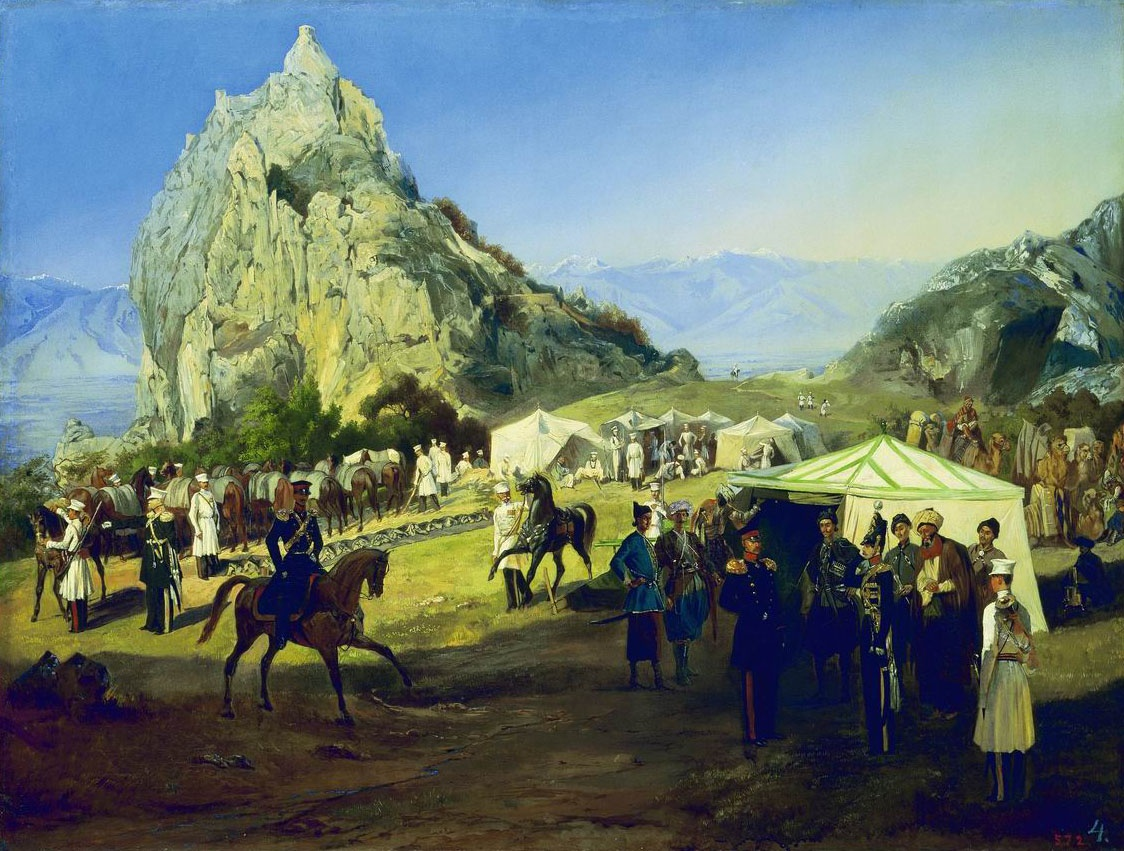
Российский военный лагерь на Кавказе

В 1817 году генерал Алексей Ермолов прибыл на Кавказ. Решив, что черкесы не сдадутся, генерал Ермолов пришёл к выводу, что «террор» будет эффективным. Россия начала разрушать черкесские крепости, деревни и города и убивать людей.
В мае 1818 года деревня Трам была окружена, сожжена, а её жители убиты русскими войсками под командованием генерала Ивана Петровича Дельпотсо, который выполнял приказы Ермолова и который затем обратился с письмом к повстанческим войскам:
"На этот раз я ограничиваюсь этим. В будущем я не проявлю милосердия к виновным разбойникам; их деревни будут разрушены, имущество отнято, жёны и дети будут убиты"
— Иван Петрович Дельпотсо
В течение этого года русские также построили ещё несколько укреплений. По имеющимся сведениям, за весь период с 1779 по 1818 год 315 000 из 350 000 черкесов Кабардино-Балкарии были убиты русскими войсками.
Эти жестокие методы ещё больше разозлили черкесов, и многие черкесские дворяне, даже те, кто веками находился в кровной вражде, объединились, чтобы оказать более решительное сопротивление, многие русские армии были разбиты, а некоторые и полностью уничтожены. В Европе, особенно в Англии, начало формироваться большое сочувствие к черкесам, которые сопротивлялись русским.
В ответ на упорное сопротивление черкесов и провал их прежней политики строительства фортов российские военные начали использовать стратегию непропорционального возмездия за рейды. С целью установления стабильности и власти за пределами своей нынешней линии контроля и на всём Кавказе российские войска нанесли ответный удар, разрушив деревни или любое другое место, где, как предполагалось, могли скрываться бойцы сопротивления, а также осуществляя убийства и казни целых семей.
Понимая, что сопротивление зависит от поддержки сочувствующих деревень, российские военные также систематически уничтожали посевы и домашний скот. Такая тактика ещё больше разозлила местных жителей и усилила сопротивление российскому правлению. Русские начали противодействовать этому, изменяя местность, как в экологическом, так и в демографическом плане. Они расчищали леса для прокладки дорог, разрушали местные деревни и часто основывали новые фермерские общины русских или пророссийски настроенных православных народов
Полное уничтожение деревень со всеми и всяким имуществом в них стало стандартной акцией российской армии и казачьих подразделений, положившей начало Черкесскому геноциду. Тем не менее, сопротивление черкесов продолжалось. Деревни, которые ранее признавали власть России, снова оказывали сопротивление, к большому неудовольствию российских командиров.
В сентябре 1820 года российские войска начали насильственное переселение жителей Восточной Черкесии. На протяжении всего конфликта Россия применяла тактику «разделяй и властвуй» В Кабарду были введены вооружённые силы, которые уничтожили скот и заставили большое количество жителей бежать в горы, а земля, на которой эти жители когда-то жили, была передана в собственность государства. Кубанских казаков. Вся Кабардия (Восточная Черкесия) была тогда объявлена собственностью российского правительства.
Падение Кабардии
Генерал Ермолов ускорил свои действия в Кабардии, и только в марте 1822 года во время экспедиций Ермолова было перемещено четырнадцать деревень. Строительство новых оборонительных рубежей в Кабардии привело к возобновлению восстаний, которые в конечном итоге были подавлены, и российские войска освободили столь необходимую крестьянскую рабочую силу, чтобы предотвратить дальнейшие восстания. Этот район был передан под военное управление России в 1822 году, когда Кабардия в конце концов полностью пала.